# Mali ratnik
Mali ratnik, povijesni roman hrvatskog književnika Tihomira Horvata o dječaku Danijelu i junačkoj obrani Sigeta.

## Radnja
U Črnomercu se igrala nogometna utakmica, a domaćini su se ponašali nešportski. Djevojčica Tina s telekinetičkim moćima pomogla je suparničkoj ekipi da pobijedi, a zatim je upoznala Marija, dječaka s ožiljkom. Istovremeno, Lanini prijatelji Tina i Danijel razgovaraju u pizzeriji. Danijel istražuje podatke o Sigetskoj bitci jer mora napisati školski sastav za 450. godišnjicu njegove junačke pogibije. Lana dolazi i upoznaje Marija s ekipom. Otkriva se da je to skupina posebne djece: Danijel ima fotografsko pamćenje i na pet jezika, a Tina može odrediti svaki glazbeni ton. Mario otkriva da je on odličan u vedskoj matematici, pa biva primljen u ekipu.
U isto vrijeme, Danijelova teta Helga, kostimografkinja u Hrvatskom narodnom kazalištu, priprema kostime za izvedbu Zajčeve opere "Nikola Šubić Zrinski" u sklopu obilježavanja 450. godišnjice. Helga otkriva Danijelu da je njegov predak sudjelovao u Sigetskoj bitci te da je pročitala njegove scenarije za fantastične filmove. Danijel odlazi u knjižnicu kako bi posudio knjige o Zrinskom, ali iste knjige želi posuditi Korejac Kim Myung Dae. Myung pozove Danijela na piće i otkrije mu da već dvadeset godina sa sinom radi VR filmove, te mu da knjige i zamoli ga da mu prepriča radnju jer upravo radi film o Sigetskoj bitci. Oduševljeni Danijel pristane bez razmišljanja.
Danijel i prijatelji odlaze u Myungov studio, a Myung im ponudi korejski čaj te im počne pričati da već godinu dana radi važne bitke. Danijel i prijatelji mu odluče pomoći. Myung dopusti Danijelu da pogleda film, ali Danijel vidi scenu s dvije strijele koje nema u filmu. Danijel cijelu noć provede radeći na Sigetskoj bitci, pa sljedećeg jutra neispavan dolazi na sat glazbenog gdje Tina ispriča znanstveno istraživanje o tonu 369 koji se proteže još od Knjige Brojeva. Na povratku iz škole Tina ode u crkvu i pomoli se Bogu. Po povratku kući vježba glasovir za glazbenu školu i strpljivo trpi majčino maltretiranje.
Mario odlazi kod Branka, skupljača starog oružja, koji mu pokaže oružje iz Sigetske bitke i pokaže mnoge zanimljive stvari. Nakon toga odlazi na plivački bazen gdje upoznaje Martu, a zatim kod prezadovoljnog Myunga koji je Danijelu pokazao svoj novi izum koji ga je vratio u kolovoz 1566., teške dane Sigetske bitke. Danijel upoznaje hrabre hrvatske branitelje i zbližava se s lijepom Cvitom. Upoznaje i vojnika Ivu te prisustvuje slavnom govoru Nikole Šubića Zrinskog, nakon čega se vraća u stvarnost kod Myunga koji mu dodjeljuje nadimak "Mali ratnik".
Započinje travanj, a Lana pomogne dječaku kojem je figurica Čovjeka pauka pala u jamu, odlazi kući i čita knjige o životu poslije smrti. Danijela je pisanje sastava povuklo u drugom smjeru te započne pisati roman. Tina dolazi Danijelu, a Helga ga upozorava da joj se sviđa. Kako bi joj udovoljio, obuče kostim sigetskog seljaka, ali ga nazove Myung i kaže da je drugi dio filma gotov. Danijel izjuri iz stana u kostimu, ostavljajući začuđenu Helgu s knedlama, i dolazi u Myungov studio gdje mu Korejac otkriva da on sam stvara slike unutar scenarija. 
Danijel se vrati u Siget i pomaže Cviti preseliti kuhinju u Veliku Varoš, a zatim upozoravaju stanovnike Nove Varoši da su žrtve prevelike te da je Zrinski odlučio spaliti Novu Varoš i povući se u Veliku Varoš. Janjičari napadaju grad zazivajući nepostojećeg boga Alaha, dok branitelji zazivaju sina Božjeg Isusa. Danijel se vraća u studio i otkrije da je tri sata bio u Sigetu. Istovremeno, Lana volontira čitajući priče djeci u bolnici, pa upoznaje Marka iz Osijeka kojem priča indijsku poučnu priču. Marta odlučuje naučiti Marija aikido i vratiti mu samopouzdanje. Tina pak otkrije da je njezinoj majci propala karijera pijanista zbog njezinog oca.
Lana otkrije da je Marko slikar i podijeli s njim prvi poljubac, a Mario se druži s Igorom i njegovim psom Lovrom i otkrije im da trenira aikido. Tri mladića napadnu Marija i Martu, a on ih sve porazi i poljubi Martu. Društvo odlazi na Tinin klavirski koncert, a Myung im na ručku otkrije da je film gotov i poziva ih da u subotu, 30. srpnja, u 15 sati dođu u njegov studio. Između Helge i Myunga razvija se romantičan odnos, zbog čega ju Danijel zafrkava. 
Ekipa dolazi u studio, a Danijel se vraća u Siget gdje ponovno susreće Cvitu i Ivu. Shvativši da janjičari planiraju pucati iz topova na Varoš, on slaže knezu da ima te slike od djetinjstva i time spasi grad. Branitelji u kratkim jurišima zadaju Turcima velike gubitke, a Danijel postaje hrvatski branitelj te gađa Turke lukom i strijelom s bedema. Danijel poljubi Cvitu i zbliži se s Ivom poput brata. Sulejmanovi plemići ginu i trpe velike gubitke, ali i branitelji, pa Zrinski uz poklik "za dom" odlazi u posljednji juriš gdje hrabri Hrvati izginu zazivajući Isusovo ime. Danijel se vraća u sadašnjost gdje odlazi, prvo na operu, a zatim u Koreju gdje je njihov film dobio prvu nagradu.